# Tawfik Mathlouthi
Pour les articles homonymes, voir Mathlouthi.
 (juillet 2017).
Tawfik Mathlouthi, né le 10 octobre 1956 à Kalâa Kebira dans le gouvernorat de Sousse en Tunisie, est un homme de médias tunisien. 

## Biographie
Aîné d’une fratrie de neuf enfants, il est initié très tôt au Fiqh de l’Islam par son père, enseignant et imam de la ville de Kalâa Kebira issu de la pensée de la Grande Mosquée Zitouna, première université historique et berceau de l’Islam Malékite. Il effectue sa scolarité dans sa ville natale avant de rejoindre le Lycée de Garçons de Sousse où il obtient un baccalauréat en Lettres Modernes.

### Études et carrière professionnelle
Tawfik Mathlouthi arrive en France en juillet 1977 pour poursuivre des études de Droit à l’Université de Paris II, Assas. Il se spécialise par la suite dans le droit des affaires et entame une carrière de consultant auprès de sociétés multinationales et de grands groupes internationaux, tels que DHL International, Weitnauer, Thinet-Dumez, CFCE. Il commence alors à s’intégrer au milieu associatif et fait ses premiers pas dans le domaine des médias en fondant un mensuel économique, Businesscop, avant de créer sa première radio FM en 1985, la Radio du Monde Arabe, puis inaugure RFC, Radio France Coopération qu’il dirige de 1987 à 1992.

### Radio Méditerranée
Il fonde Radio Méditerranée FM le 2 septembre 1992, qui va devenir très rapidement la voix des peuples opprimés, en luttant contre les dictatures dans le Maghreb et le reste du Monde arabe. Radio Méditerranée sera par ailleurs l’unique radio à ouvrir ses ondes aux Bosniaques durant la guerre civile les opposant à la Serbie, avant la partition des deux pays. La radio diffusera également de nombreuses voix de l’opposition en Palestine, en Irak, en Tchétchénie, au Congo et au Rwanda. Il reçoit à l’antenne durant la période d’activité de la radio de nombreux acteurs politiques de premier plan. Militant pour une solution pacifique à deux états, il est le premier à organiser sur Radio Méditerranée la rencontre publique entre Leila Shahid, représentante de l’OLP à Paris, et Yehuda Lancry, ambassadeur de l'État hébreu à Paris, à l’occasion de la signature des accords de paix de Camp David entre Yasser Arafat et Yitzhak Rabin. Radio Méditerranée s’est illustrée comme étant « le seul poumon de l'opposition tunisienne », selon les propos du premier président de la Tunisie post-dictature, Moncef Marzouki. La radio invitait au débat l’ensemble des opposants, toutes tendances confondues, durant la période de plomb imposée aux tunisiens par Zine el-Abidine Ben Ali.
La radio a été plusieurs fois rappelée à l’ordre par le Conseil supérieur de l'audiovisuel (CSA). A titre d’exemple, en 2003, elle a fait l’objet d’un rappel à l’ordre pour non-publication de son rapport sur les conditions d'exécution de ses obligations, ainsi que ses comptes de bilan et de résultats pour l'année 2003. Elle a également été mise en demeure par le CSA pour avoir entre autres annoncé la mort du dictateur Ben Ali en 2003. La même année, la radio a été mise en demeure pour diffusion de propos incitant à la haine. Le 31 janvier 2006, le CSA inflige une sanction pécuniaire à l'encontre de la station pour ne pas avoir fourni son rapport. Par ailleurs, Méditerranée FM a également été mise en demeure en octobre 2005 après la diffusion de propos antisémites sur son antenne tenus par l'humoriste Dieudonné en mars 2005. Tawfik Mathlouthi est acquitté par le Tribunal de grande instance de Paris le 31 mars 2010[réf. nécessaire].

### Engagement associatif et politique
Il organise par ailleurs des mouvements de solidarité et de collectes de dons à l’occasion des inondations meurtrières de 1989 en Tunisie, en créant le comité de solidarité France-Tunisie[réf. nécessaire].
Il préside le CSFT (Comité de Solidarité, de Fraternité et de Tolérance) sous la présidence d’honneur de Léon Schwartzenberg. Cette association va militer pour la défense des droits humains et la lutte contre la torture et l’arbitraire des opposants tunisiens. En mars 1989, il introduit le débat sur l’Islam au sein du Sénat avec le Colloque Islam et Francophonie, en compagnie de Hammadi Essid et Simone Veil, Présidente du Parlement européen et future présidente de 2000 à 2007 de la Fondation pour la mémoire de la Shoah. Il a également été membre du conseil français du culte musulman. Tawfik Mathlouthi fonde également l'ONACRAM, l’Observatoire national contre le racisme et l'antisémitisme à l'égard des arabes et des musulmans[réf. nécessaire] en 2002.
À la suite d’un engagement associatif qu’il juge trop restreint, il décide en 2001, de fonder le Parti de la France plurielle PFP ; Le parti est connu notamment pour avoir co-signé une lettre ouverte au président Jacques Chirac à la suite de menaces de mort reçues par de nombreuses personnalités pro-palestiniennes. Il est également signataire du texte du collectif Euro-Palestine pour sensibiliser les Français à la cause palestinienne. Le parti a été très actif durant les élections présidentielles françaises de 2002, avec entre autres un grand rassemblement à Paris, une campagne de communication à l’échelle nationale et une présence régulière sur de nombreuses chaînes tv arabes. Il marque la campagne par un débat contradictoire animé l’opposant au président de Front National, Jean-Marie Le Pen[réf. nécessaire].
Le parti a été accusé d’avoir coédité le Manifeste judéo-nazi d'Ariel Sharon, livre décrit comme la « véritable profession de foi nazie » d'Ariel Sharon, et considéré comme un pamphlet antisémite. Cependant, un démenti a été publié dans le même journal Le Monde, disant que ce livre a été signé à l'insu de son parti. Aux européennes de 2004, il apporte son soutien à la liste Euro-Palestine.
Outre son engagement en faveur de la cause palestinienne, il a également milité contre le président Ben Ali après l’avoir soutenu jusqu’au premières élections frauduleuses. Il fut d'ailleurs condamné à la prison ferme par le régime de Ben Ali pour délit d'opinion à la suite d'une intervention sur la chaîne qatarie Al-Jazeera. Il sera relaxé le 26 février 2011 par le Tribunal de grande instance de Tunis. Il fonde par la suite l'ADEBNA – Association de Défense des Droits des Binationaux à Paris en avril 2011.

### Mecca Cola, le premier soda Halal engagé
Taoufik Mathlouthi lance en 2002 le soda halal Mecca Cola afin de proposer une alternative engagée à Coca-Cola à l’issue de la première guerre du Golfe. Ce qui a commencé comme une aventure est devenu un des grands succès des années 2000 avec une représentation de la boisson dans plus de 60 pays à travers le monde[réf. nécessaire]. La boisson halal va concurrencer les grandes multinationales en prenant des parts de marché importantes dans les pays arabes et devient la première marque française de consommation de masse avec une notoriété planétaire[réf. nécessaire]. Le Mecca Cola s’implante très vite sur les cinq continents à la faveur d’un engagement fort pour la cause palestinienne : la marque verse 10 % de ses bénéfices pour des projets strictement humanitaires (écoles, bibliothèques …) en faveur d’associations palestiniennes. La marque s’engage également à faire bénéficier 10 % de ses bénéfices par pays à des associations locales et mouvements de charité[réf. nécessaire]. 
La marque halal produit et distribue également une gamme de jus de fruits sous le même label. La compagnie était la boisson officielle et le sponsor officiel de October 2003 Summit of the Organisation of the Islamic Conference (OIC), held in Malaysia[réf. nécessaire].

## Un personnage controversé
Maintes fois opposé au CRIF ou au MRAP, qui ont plusieurs fois dénoncé ses prises de paroles jugées antisémites Taoufik Mathlouthi, à la suite d'accusations qu’il aurait notamment émises contre le sionisme qu’il aurait accusé de s'opposer aux principes républicains de « liberté, égalité, fraternité », et les sionistes de se livrer à une « guerre » ainsi qu'à diverses « manipulations » au sein des médias.
Il a néanmoins toujours récusé les accusations d’antisémitisme, justifiant cela par l’absence durant plus de vingt années de médias du moindre propos antisémite, ou dénigrant la communauté juive intrinsèquement. Son opposition à l’idéologie sioniste ne l’a pas empêché de compter parmi ses amis des membres de la communauté israélite française : Léon Schwartzenberg, Simone Veil, Serge Boccara[réf. nécessaire].
Il aurait ainsi été décrit par le Nouvel Observateur du 6 février 2003 comme « un agitateur affairiste qui touille les passions antijuives et la haine anti-israélienne ».
Il a également été cité, ainsi que sa radio Méditerranée FM, dans le pamphlet de Gilles-William Goldnadel : Les Bréviaires de la Haine. Il le rencontra le 15 mars 2003 sur le plateau de Thierry Ardisson.